# Martín Conde
Martín Alejo Conde (* 25. August 1971 in Mar del Plata) ist ein ehemaliger argentinischer Beachvolleyballspieler. Er wurde Weltmeister und war Teilnehmer an den ersten vier Beachvolleyballturnieren bei Olympischen Spielen.

## Karriere
Nach zwei Turnieren mit Horacio Taccone wechselte Conde 1993 seinen Partner. Mit Eduardo Esteban Martínez bildete er bis 2000 ein Beachvolleyballteam. Die beiden erreichten 1996, 1997 und 1998 jeweils einen FIVB-Turniersieg. Ab 2001 startete Martín Conde mit Mariano Baracetti, mit dem er im gleichen Jahr den Weltmeistertitel in Klagenfurt erreichte. Die beiden Argentinier gewannen außerdem noch drei weitere FIVB-Titel.
Conde nahm von 1996 bis 2008 an allen Olympischen Spielen teil und erreichte als beste Platzierung bei den Beachvolleyballwettbewerben in Sydney und Athen jeweils den neunten Platz. 2002 wurde er Tour Champion der FIVB und 2006 wurde der Südamerikaner als bester Abwehrspieler ausgezeichnet, jeweils mit Baracetti als Partner. 2008 beendete Martín Conde seine internationale Karriere.